# Pietro Mennea
Pietro Paolo Mennea, italijanski atlet, * 28. junij 1952, Barletta, Italija, † 21. marec 2013, Rim, Italija.
Mennea je v svoji dolgi karieri nastopil na petih poletnih olimpijskih igrah, v letih 1972 v Münchnu, 1976 v Montrealu, 1980 v Moskvi, 1984 v Los Angelesu in 1988 v Seulu. Največji uspeh je dosegel na igrah leta 1980, ko je osvojil naslov prvaka v teku na 200 m in bronasto medaljo v štafeti 4x400 m, leta 1972 pa je osvojil bronasto medaljo tudi v teku na 200 m. Na svetovnih prvenstvih je osvojil srebrno medaljo v štafeti 4x100 m in bronasto v teku na 200 m leta 1983, na evropskih prvenstvih pa naslov prvaka v teku na 200 m v letih 1974 in 1978 ter v teku na 100 m leta 1978. Ob tem pa še srebrni medalji leta 1974 v teku na 100 m in štafeti 4x100 ter bron leta 1971 v štafeti 4x100. Leta 1978 je postal še evropski dvoranski prvak v teku na 400 m. 12. septembra 1979 je s časom 19,72 s postavil svetovni rekord v teku na 200 m. Rekord je veljal kar sedemnajst let do junija 1996, ko ga je izboljšal Michael Johnson.